# Mussau
|  | Denne artikel er oprettet af botten Steenthbot ud fra en ekstern database. Den kan derfor have sproglige fejl eller mangler. Denne skabelon kan fjernes efter kontrol af indholdet. |

Mussau er en dansk dokumentarfilm fra 1964 instrueret af Arvid Klémensen efter eget manuskript.

## Handling
Koraløen Mussau ligger i Bismarck-havet. Selvom påvirknignerne udefra har haft nogen indflydelse på befolkningen går dagen i store træk, som den har gået i hundrede år.